# Áns saga bogsveigis

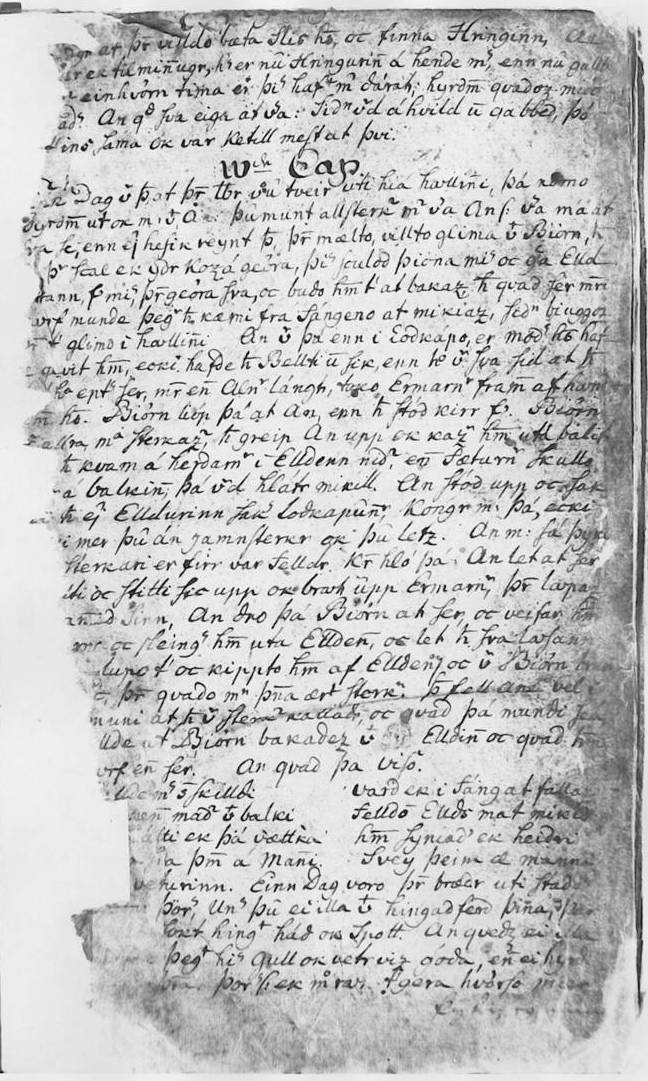

La Áns saga bogsveigis (italiano: Saga di Án Piegatore dell'Arco), è una saga leggendaria islandese . Fa parte della raccolta di saghe Hrafnistumannasögur (Saghe degli uomini di Hrafnista) in cui è compresa anche la Saga di Oddr l'Arciere. La Áns saga racconta della faida fra Án e Ingjald, re di Namdalen.
La saga fa parte di un manoscritto del XV secolo, ma la scrittura imita quella del XIV secolo, quando molte saghe leggendarie vennero messe per iscritto. Il racconto inizia parlando di due re, padre e figlio, che governavano a Naumudalur. Il re più vecchio si chiamava Ólafur, mentre suo figlio Ingjaldur. Ingjaldur è descritto come un uomo arrogante e aggressivo. Tra i loro guerrieri si trovano Björn il Forte (inn sterki) e Ketill Salmone (hœngr)